# چولاه (واشینگتن)
چولاه (به انگلیسی: Chewelah) شهری در شهرستان استیونس ایالت واشنگتن است که در سرشماری سال ۲۰۱۰ میلادی، ۲۶۰۷ نفر جمعیت داشته است.